# Piero Kenroll
Piero Kenroll est le pseudonyme du journaliste Pierre Vermandel qui fut le pionnier du journalisme rock en Belgique.

## Biographie
Né en décembre 1944, Pierre Vermandel découvre le rock grâce à Elvis Presley et se fait remarquer par ses interventions passionnées dans le courrier de lecteurs du mensuel belge  « Juke Box » qui finit par lui octroyer sa propre rubrique. Il est aussi publié dans l'éphémère magazine français Disco Revue.
Avec quelques copains, il fonde en 1962 le « Club des Aigles » qui devint une bande de chahuteurs voués à la cause du rock et pourfendeur des « yéyés » considérés comme des plagiaires et des imposteurs.
Le club eut plusieurs locaux et fut à la base, en 1966, des premiers concerts bruxellois des Moody Blues et des Kinks. On y vit aussi Vince Taylor. Et Piero remettra l'insigne du club à Jimi Hendrix, ce qui fera croire à certains que le légendaire guitariste portait un signe extra-terrestre.
Piero devint ensuite un des premiers disc-jockeys itinérants de Belgique avant d’entrer en 1969  au magazine Télémoustique. Il y créa la rubrique « Pop Hot », (puis « Plein l'oreille ») qui devint une référence et à travers laquelle il exerça une grande influence sur le monde du rock en Belgique dans les années 70 et  début 80. Souvent accompagné du photographe Paul Coerten, il a rencontré et interviewé des gens comme David Gilmour, Frank Zappa, Ian Anderson, Bill Bruford, David Bowie, Peter Gabriel, Phil Collins, Ted Nugent, Robert Plant, Pete Townshend, Roger Daltrey, Jeff Lynne, Peter Hammill, Joe Strummer, Jean-Michel  Jarre, Demis Roussos, Eric Burdon, Alex Harvey, Barry Hay, George Kooymans, John Lees, Freddie Mercury, Steve Harley, Noddy Holder, Kevin Godley, Johnny Winter, Roger Chapman, Rod Stewart, pour n’en citer que quelques-uns. 
A l’occasion, il fit office de présentateur pour plusieurs concerts et festivals et collaborait à des organisations. Il fut le tout premier à organiser un concert de Genesis hors d'Angleterre : c'était en mars 1971 à la " Ferme V " à Woluwe-Saint-Lambert dans la région de Bruxelles.
Dans TéléMoustique, chaque année, il organisait un sondage auprès des lecteurs afin d'établir le classement des groupes de rock les plus populaires en Belgique : le "Pop Poll".
Il devint le mentor et parolier du groupe hard-rock progressiste Jenghiz Khan où évoluaient déjà Big Friswa et Tim Brean et où il fit entrer Pierre Rapsat pour lequel il écrivit encore quelques textes (en anglais) au début de la carrière solo de ce dernier.
Dans le cadre de sa rubrique « Pop Hot » / « Plein l’oreille », il eut plusieurs collaborateurs, dont Jean-Noël Coghe, et il permit à Bert Bertrand et Gilles Verlant de faire leurs débuts. Avec la complicité d'Alain De Kuyssche, il créa ultérieurement le premier mensuel rock belge « More! » (qui changea de titre en « En attendant »). Piero Kenroll y joua un rôle certain dans le lancement de la carrière du dessinateur Frédéric Jannin. Lecteur assidu de sa rubrique rock, Frédéric, alors âgé de 18 ans, lui envoya une illustration et Piero lui proposa de réaliser une biographie délirante de Pete Townshend et des Who.  Elle devint la première BD publiée de Jannin Rockman, parut en 1975 dans les revues « More! » puis « En attendant ».
Plus tard, durant les années 80, Pierre Vermandel s'orienta vers la critique de films parus en vidéo sous le pseudonyme de David Heyo. En tant que tel, toujours dans Télémoustique, il fut le premier de la presse francophone a proposer une rubrique critique des nouveautés en VHS. Il fit de même à l’apparition des premiers jeux vidéo.
Piero Kenroll revint au rock à la fin de sa carrière de journaliste en écrivant « Cœur de Rock » qui obtint en 2005, à Paris, le prix Crossroads du meilleur livre se rapportant à la musique.
Pensionné par TéléMoustique, il écrivit encore  « Gravé dans le rock » publié en ligne sur le site www.mémoire60-70.be .
Il donna une série de conférences sur les débuts du rock intitulée « Rock begins » et fut du coup le premier journaliste à passer en vedette au Spirit Of 66 de Verviers.
De 2005 à 2011, en radio, sur la chaine belge « Classic 21 »,  il a collaboré comme billettiste à l'émission « Rocks » de Pierre Guyaut.
Avec ce dernier il sortit en 2014 un roman intitulé « Rock And Roll Duo ».